# Pachycarpus spurius
Pachycarpus spurius är en oleanderväxtart som först beskrevs av Nicholas Edward Brown, och fick sitt nu gällande namn av Arthur Allman Bullock. Pachycarpus spurius ingår i släktet Pachycarpus och familjen oleanderväxter. Inga underarter finns listade i Catalogue of Life.